# Beleg van Wachtendonk (1605)

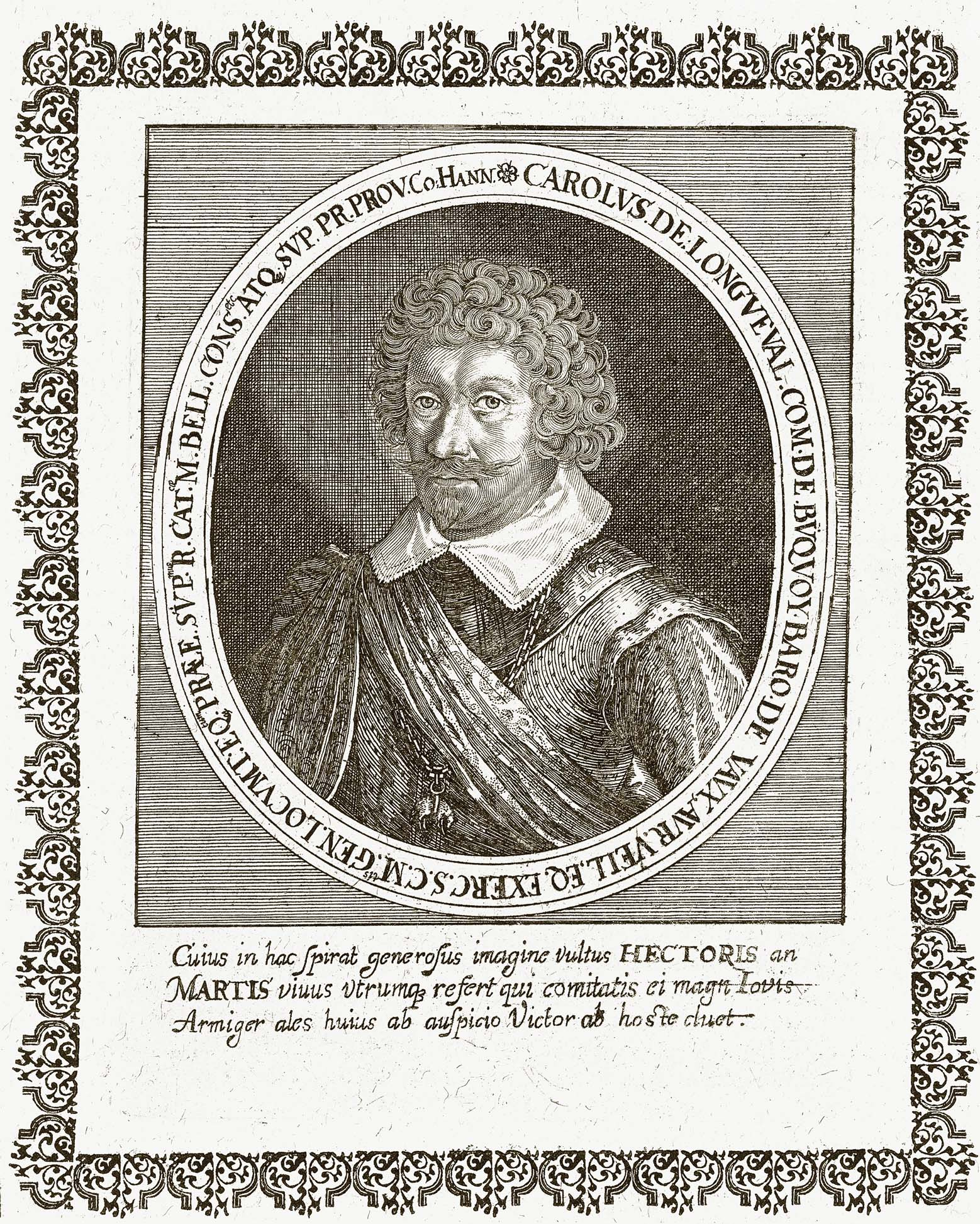
Charles-Bonaventure Longueval, kopergravure door Matthäus Merian 1662

Het Beleg van Wachtendonk was een belegering van de stad Wachtendonk in Noordrijn-Westfalen door de graaf van Busquoy en Ambrogio Spinola tijdens de Tachtigjarige Oorlog. Het beleg maakte deel uit van Spinola's veldtocht van 1605-1606. Na een beleg van twintig dagen moest Wachtendonk zich overgeven aan het Spaanse leger.

## Aanloop
In 1602 kwam Spinola met 9000 man aan in de Nederlanden. Hij redde daarmee het bewind van landvoogd Albrecht van Oostenrijk. Hij werd vrijwel direct benoemd tot opperbevelhebber van het leger van de Zuidelijke Nederlanden. Spinola is vooral bekend en berucht om zijn belegering van Oostende. In 1604 slaagde hij erin de stad te veroveren, tegen enorme verliezen aan mensenlevens aan beide kanten (het aantal doden werd geschat op ongeveer 100.000). Oostende werd volledig verwoest. Daarna wist hij succesvol Oldenzaal en Lingen voor de Spaanse vlag te winnen. Na de Slag bij Mülheim (1605) had Spinola zijn zinnen op Wachtendonk gezet.

## Beleg
Ambrosio Spinola had begin oktober de Graaf van Busquoy al ter plaatse gezonden, welke met 5.000 soldaten en 1.000 ruiters en belegeringsgereedschap aanwezig was. Door het droge weer had
Busquoy de stad al een aantal keren kunnen bestormen, waardoor de bezetting behoorlijk afgezwakt was. Spinola gaf opdracht tot het voortzetten van het beleg, en de soldaten van Busquoy vielen zo gedreven aan, dat men binnen Wachtendonk geen tijd had buitenwerken op te richten waardoor de Spaanse soldaten binnen zeven dagen op de gracht konden legeren. De gracht moest gevuld worden onder bescherming van zwaar geschut welke op aangelegde schansen opgesteld stonden. De Spanjaarden wisten de vestingbeer stuk te schieten, waardoor de gracht leegliep. Busquoy had enorm voordeel van de droogte, onder normale omstandigheden was de omgeving van Wachtendonk drassig en nat.
Terwijl Busquoy druk doende was met de belegering, poogde Maurits van Nassau, de latere prins van Oranje, een aanslag op de stad Geldern en trok heimelijk 's nachts op 22 oktober met zijn ruiters en 3.000 soldaten naar deze stad. Bij aankomst vernamen ze het gerucht dat de stad zwaarder bezet was dan gewoonlijk. Desalniettemin zetten zij het plan door en wisten de Voorpoort met een springmijn te openen. Bij de valbrug ging het mis, en de eerste mijn sprong niet, de tweede viel in de gracht, waarop het garnizoen gealarmeerd werd. Maurits moest de poging staken, en keerde terug.
Busquoy had ondertussen meer succes, en was inmiddels aan de overkant van de gracht. Daar wisten de Spanjaarden een bastion in te nemen, en vandaar uit konden ze de stad overmeesteren. Binnen Wachtendonk ontstond nu het besef dat zij niet meer op een ontzet van Maurits hoefden te rekenen, en op 27 oktober begon men te onderhandelen om een overgave. De volgende dag was dit een feit. Het garnizoen kreeg een eervolle overgave en mocht met vliegende vaandels, wapens, paarden en bagage de stad verlaten.

## Nasleep
Maurits hoorde op 30 oktober het nieuws, en stuurde nog zeven compagnieën en een vestingbouwer naar Moers met de opdracht deze stad te versterken. Busquoy trok hierop naar Krefeld om de Burcht Krakau te belegeren. Dit kasteel lag normaal gesproken in een moeras, maar door de aanhoudende droogte was ook hier het terrein goed begaanbaar.

## Afbeeldingen

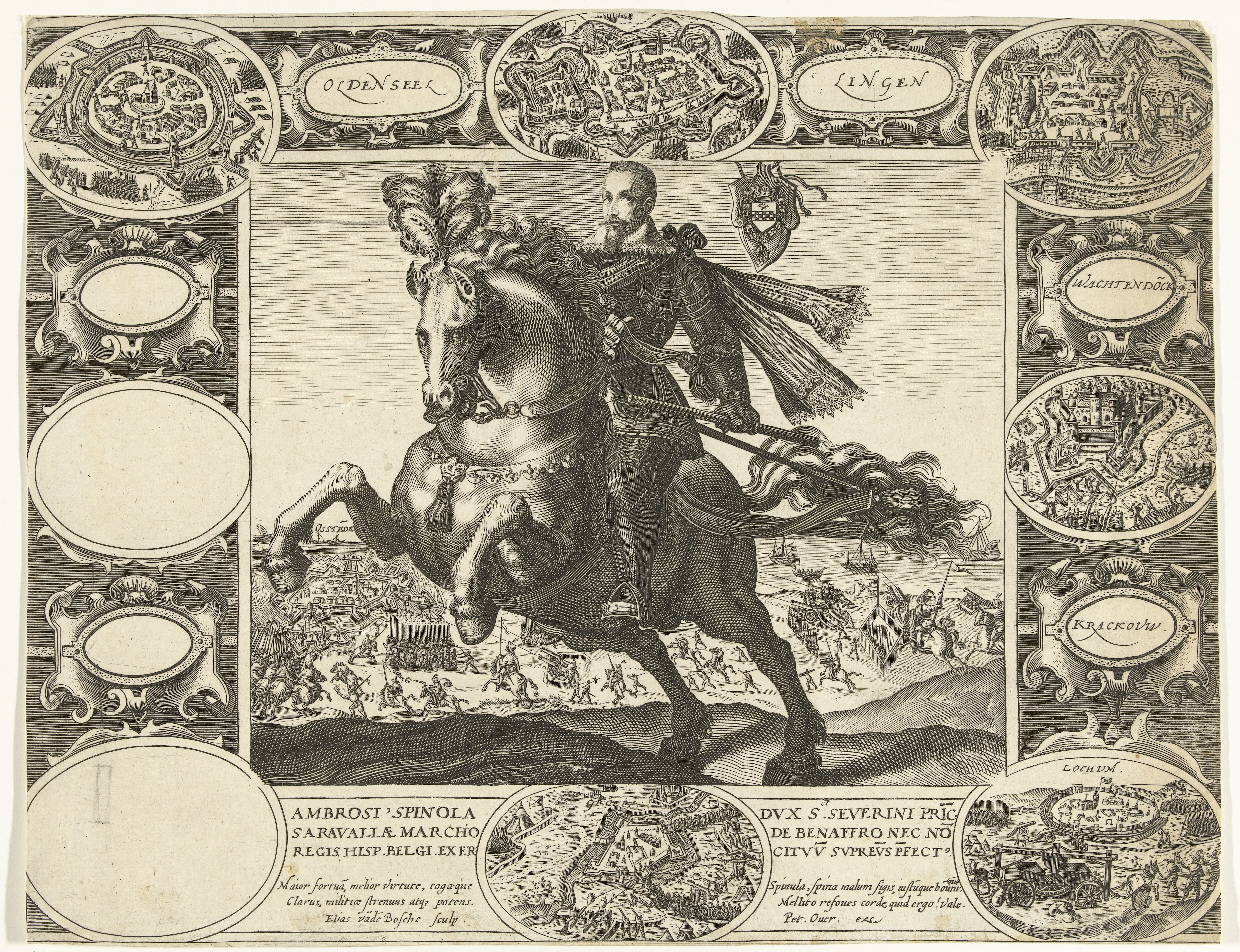
Ambrosius Spinola te paard
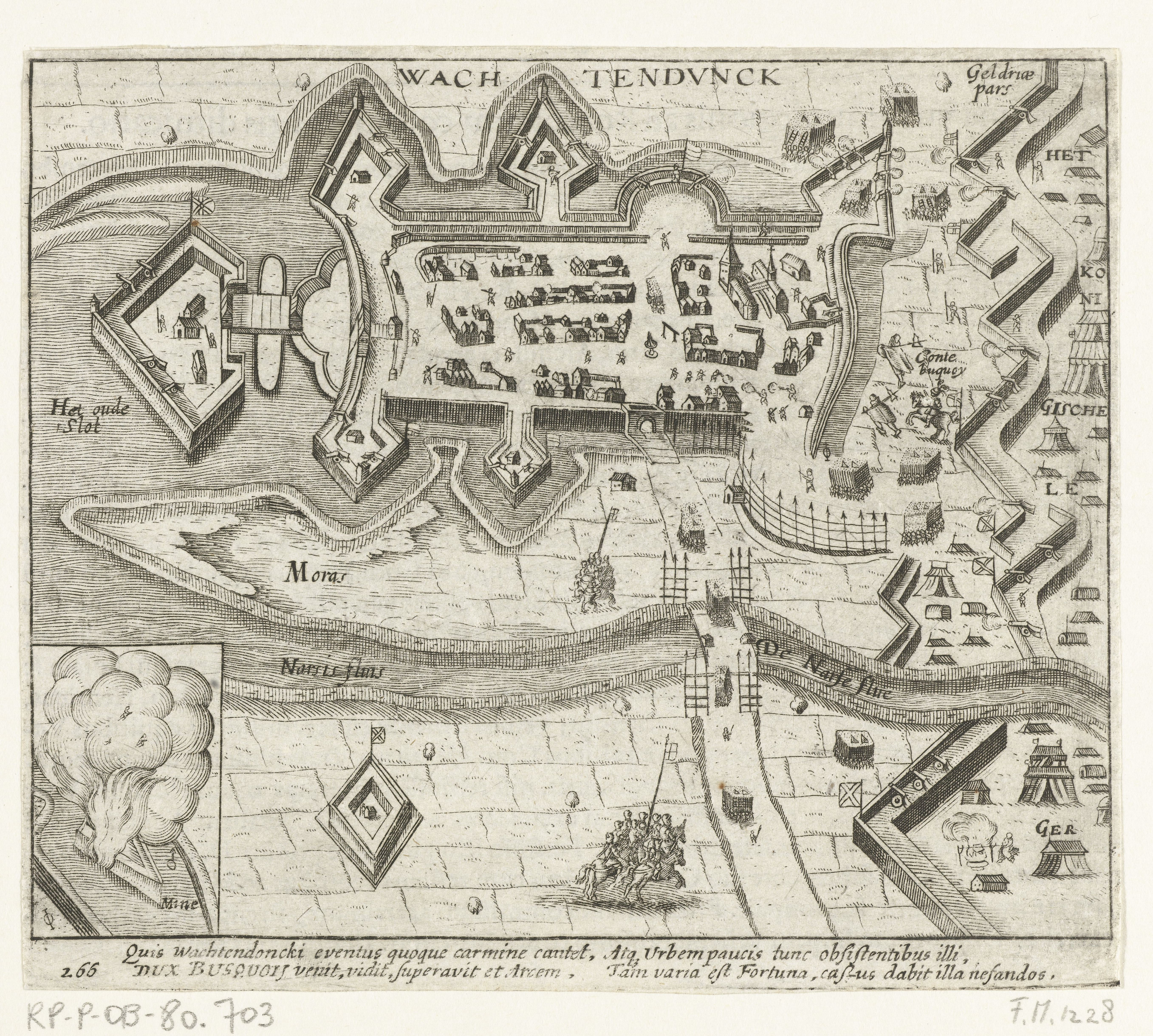
Wachtendonk veroverd door Bucquoy, 1605